# ヘリオポリスよりII
『ヘリオポリスより II』（Aus Heliopolis II）D754は、オーストリアの作曲家フランツ・シューベルトがヨハン・マイアホーファーの詩に作曲した歌曲。

## 概要
- ヘリオポリスとは古代ギリシアの都市の名前で、マイヤーホーファーの詩は、その荒々しい廃墟でこそ詩人は正しい言葉を見いだせる、と力強く語る。詩はシラーの強い影響が見られる。
- シューベルトの音楽も非常に力強く、大胆な転調を含む斬新なものである。ハ短調であるが、ト短調、ホ短調、ヘ短調を経由して、最後にハ長調で力強く終結する。

## 原詩全文
aus Heliopolis II
Johann Mayrhofer
Fels auf Felsen hingewälzet,
fester Grund und treuer Halt;
Wasserfälle, Windesschauer,
unbegriffene Gewalt.
Einsam auf Gebirges Zinne
Kloster wie auch Burgruine:
grab' sie der Erinn'rung ein,
denn der Dichter lebt vom Sein.
Atme du den heil'ge Äther,
schling die Arme um die Welt,
nur dem Würdigen, dem Großen
Bleib mutig zugesellt.
Laß die Leidenschaften sausen
im metallenen Akkord,
wenn die starken Stürme brausen,
findest du das rechte Wort.

## 備考
- マイヤーホーファー自身は“Im Hochgebirge”（高山にて）と題しており、シューベルト研究家のオットー・エーリヒ・ドイチュは一般的に「ヘリオポリスより I」と呼ばれている作品（作品65－3、D753）を『ヘリオポリス』とし、こちらの曲を『高山にて』としている。